# Résistance (film, 2003)
Pour les articles homonymes, voir Résistance.
Pour plus de détails, voir Fiche technique et Distribution.
Résistance (Resistance) est un film de guerre américano-néerlandais, réalisé par Todd Komarnicki, sorti en 2003.
Avec un scénario de Todd Komarnicki et Anita Shreve, le film a pour principaux interprètes Bill Paxton, Julia Ormond et Sandrine Bonnaire.

## Synopsis
Le 16 janvier 1944, un avion de reconnaissance américain est abattu à Delahaut, au-dessus de la Belgique occupée par les Nazis lors de la Seconde Guerre mondiale. Seul Ted Brice survit. Un jeune garçon, Jean Benoit, le découvre et l'emmène chez un couple de résistants, Claire et Henri Daussois, qui le cachent dans leur ferme. Ted révèle l’existence dans l'avion d'un cahier contenant des codes qui doivent faciliter le débarquement allié. Pour le récupérer, un résistant tue les soldats allemands qui gardaient l'épave de l'avion, ce qui entraîne des représailles allemandes envers la population. Mais Ted Brice devient amoureux de Claire, et Henri, par jalousie, le dénonce aux Allemands. Ted Brice est assassiné, ainsi qu'Henri, alors que Claire est libérée.

## Fiche technique
- Titre : Résistance
- Titre original : Resistance
- Réalisateur : Todd Komarnicki
- Musique : Angelo Badalamenti
- Société de production : First Floor Features
- Société de distribution : Universal Pictures
- Pays d'origine :  États-Unis |  Pays-Bas
- Genre : Film dramatique, Film de guerre
- Dates de sortie :
  -  Pays-Bas : 12 juin 2003
  -  États-Unis : 16 juillet 2003 (au Stony Brooks Film Festival)

## Distribution
- Bill Paxton : Major Theodore "Ted" Brice
- Julia Ormond (V. F. : Odile Cohen) : Claire Daussois
- Philippe Volter : Henri Daussois
- Sandrine Bonnaire : Lucette Oomlop
- Jean-Michel Vovk : Antoine
- Antoine Van Lierde : Jean Benoit
- Ariane Schluter : Béatrice Benoit
- Angelo Bison : Artaud Benoit
- Filip Peeters : Le capitaine Haas
- Victor Reinier : l'interrogateur
- Dennis Hayden : Eddie
- Élie Lison : Jauquet

## Lieux de tournage
Le film a été tourné en 2002 en Belgique à :
- Petite-Chapelle
- Limbourg
- Kettenis
- Chimay
- Clermont

## Budget et exploitation
- Résistance, avec un budget de 16 millions d'euros, était le film le plus cher de la production cinématographique néerlandaise. Son exploitation en salle n'a duré qu'une semaine.